# 青山あみ
青山 あみ（あおやま あみ、1991年2月2日 - ）は、日本の女性ファッションモデル、タレント。本名は青山 亜美（読み同じ）。兵庫県出身。現在はYumi Core Bodyトレーナーとしても活動しており、かつてはプラチナムプロダクションに所属していた。

## 略歴
中学時代からファッション誌を愛読しモデルを目指すようになり、20歳となった2012年の東京ガールズコレクションS/Sでランウェイデビューを果たす。同年6月にはミスiD2013にエントリーするも、受賞はならなかった。その後2013年よりプラチナムプロダクションに所属。2015年は東京ヤクルトスワローズの公認サポーターを都丸紗也華、大石絵理と共に務め、同年12月には格闘技イベント「RIZIN WORLD GRAND-PRIX2015」のラウンドガールを栄木明日香らと共に務めた。

## 人物
- 趣味は、ランニング、料理、マッサージ、写真を撮ること
- 特技は、空手初段黒帯、柔軟、陸上、韓国語、フェイシャルエステ。
- 兄と弟がいる[6]。
- 目標とするモデルは木下優樹菜[7]。

## 出演

### テレビ
- TOKYO BRANDNEW GIRLS（2012年9月9日、テレビ東京）
- 東京ガールズコレクションTV（2012年11月、NOTTV）
- 内村とザワつく夜（2013年、TBS)
- 今、この顔がスゴい! アシスタント（2013年、TBS）
- ポシュレデパート深夜店 アシスタント（2013年、テレビ朝日）
- キスマイBUSAIKU!?（2013年、フジテレビ）
- 一夜づけ（2014年4月 - 、テレビ東京）
- ウーマン・オン・ザ・プラネット（2015年、日本テレビ）
- めざましテレビ（2016年4月 - 2016年9月、フジテレビ） - 「MORE SEVEN」リポーター

### インターネットテレビ
- インターネット放送局「チャンネル北参道」
- アメスタ
- Kissうぃ～ね！（2016年4月14日 - 11月10日、AbemaTV） - MC※週替わり[8]

### ファッションショー
- 東京ガールズコレクション 2012S/S
- 東急プラザ表参道原宿 オープニングセレモニー モデル出演
- 東京ガールズコレクション in名古屋 2012A/W
- 東京ガールズコレクション 2012A/W
- RYUKYU ASIA COLLECTION withTGC
- JAP HAIR SHOW
- Avan Lily イベント

### 舞台
- GO,JET!GO!GO!vol.5「涙のドライマティーニ ガールズにライバル出現!?」（2013年10月1日 - 7日、アクアスタジオ）
- 劇団マツモトカズミ第四回公演「結婚の偏差値Ⅱ DEAD OR ALIVE」（2014年9月10日 - 23日、新宿村LIVE）

### CM
- JR東日本 JR SKISKI（2013年12月 - 2010年3月）

### 雑誌
- 女性自身